# 코미노섬
코미노섬(영어: Comino, 몰타어: Kemmuna 케무나)은 몰타의 섬으로 면적은 3.5km2, 인구는 2명(2020년 기준)이다. 몰타섬과 고조섬 사이에 위치하며 행정 구역상으로는 아인실렘에 속한다. ‘코미노’는 쿠민에서 붙은 이름이다.